# Emanuele Celesia
Emanuele Celesia, född den 3 augusti 1821 i Finalborgo i provinsen Savona, död den 24 november 1899 i Genua, var en italiensk historiker.
Celesia deltog i 1848–1849 års revolutionsstrider samt blev advokat i Genua och sedermera professor i italiensk litteratur vid universitetet där. Bland hans skrifter märks Storia della rivoluzione di Genova (1848–1849) och Storia della letteratura in Italia nei secoli barbari (2 band, 1882–1883).